# Operação das Nações Unidas na Somália I

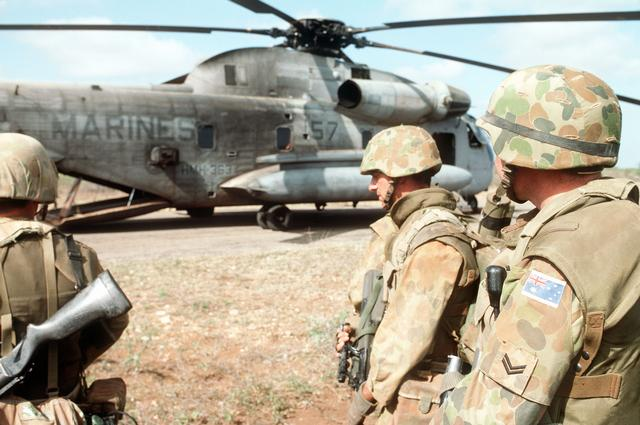
Militares australianos embarcando em um helicóptero americano.

A Operação das Nações Unidas na Somália I (UNOSOM I) foi a primeira parte de um esforço liderado pelas Nações Unidas (ONU) para proporcionar, facilitar e proteger a ajuda humanitária na Somália e também para monitorar o cessar-fogo, alcançado por uma primeira mediação da ONU na Guerra Civil da Somália, conflito no início de 1990.
A operação foi criada em Abril de 1992 e funcionou até que as suas funções foram assumidas pela missão UNITAF em dezembro de 1992. Após a dissolução da UNITAF em maio 1993, a missão da ONU na Somália posteriormente ficou conhecida como UNOSOM II.
A missão foi composta por 50 observadores militares, 3.500 agentes de segurança e de até 719 homens para apoiar o pessoal militar, bem como o pessoal civil, tanto estrangeiros como locais. Os países que fornecem ajuda foram: Austrália, Áustria, Bangladesh, Bélgica, Canadá, República Tcheca, Egito, Fiji, Finlândia, Indonésia, Jordânia, Marrocos, Nova Zelândia, Noruega, Paquistão e Zimbábue. Durante a operação, que custou um total de 42,9 milhões de dólares, matou seis soldados.